# Listă de scriitori de limbă germană/C
| Vezi: Ca Ce Ch Ci Cl Co Cr Cs Cu Cy Cz |
| -------------------------------------- |

## Ca
- Bernd Cailloux (n. 1945)
- Josef Maria Camenzind (1904–1984)
- Joachim Heinrich Campe (1746–1818)
- Rainer W. Campmann (n. 1944)
- Elias Canetti (1905–1994)
- Veza Canetti (1897–1963)
- Hans Caninenberg (1913–2008)
- Friedrich Rudolf Ludwig von Canitz (1654–1699)
- Othmar Capellmann (1902–1982)
- Bernhard Capesius (1889–1981)
- Wilhelm Cappilleri (1834–1905)
- Alex Capus (n. 1961)
- Carmen Caputo (n. 1965)
- Helma Cardauns (1913-2004)
- Hermann Cardauns (1847–1926)
- Claudia Carls (n. 1958)
- Wilhelm Carl-Mardorf (1890–1970)
- Maurus Carnot (1865–1935)
- Hans Carossa (1878–1956)
- Paul Emil Carpenter, de fapt Paul Zimmermann-Frohnau (1871–1938)
- Catarina Carsten (n. 1920)
- Hedwig Caspari (1882–1922)
- Karl Heinrich Caspari (1815–1861)
- Friedrich Castelle (1879–1954)
- Ignaz Franz Castelli, pseudonim Bruder Fatalis (1781–1862)
- Daniela Castner (n. 1948)
- Elisabeth Castonier (1894–1975)
- Rainer Castor (n. 1961)
- Gion Mathias Cavelty (n. 1974)

## Ce
- Paul Celan, de fapt Paul Antschel (1920–1970)
- Conrad Celtis (1459–1508)
- C. W. Ceram, de fapt Kurt W. Marek (1915–1972)
- Gerhard Cerny (n. 1944)
- Karl Cervik (n. 1931)

## Ch
- Ottokar F. Chalupka (1868–1941)
- Adelbert von Chamisso (1781–1838)
- Helmina von Chézy (1783–1856)
- Wilhelm Chezy (1806–1856)
- Vinzenz Chiavacci (1847–1916)
- Leopold Chimani (1774–1844)
- Hans Chlumberg (1897–1930)
- Manfred Chobot (n. 1947)
- David Chotjewitz (n. 1964)
- Peter O. Chotjewitz (n. 1934)
- Joseph Chowanetz (1814–1888)
- Jan Christ (n. 1934)
- Lena Christ (1881–1920)
- Richard Christ (n. 1931)
- Helene Christaller (1872–1953)
- Ada Christen, de fapt Christiane von Breden (1844–1901)
- Mathias Christiansen (n. 1968)
- Wolfgang Christlieb (1912–1988)
- Julienne Christofferson (n. 1976)

## Ci
- Hanns Cibulka (1920–2004)
- Oscar Walter Cisek(Oskar (W.) Cisek) (1897–1966)

## Cl
- Emil Claar (1842–1908)
- Andrea Claßen (n. 1955)
- Eduard Claudius, de fapt Eduard Schmidt (1911–1976)
- Georg Carl Claudius (1757–1815)
- Hermann Claudius (1878–1980)
- Matthias Claudius (1740–1815)
- Anna Claud-Saar (1853–1928)
- Georg Carl Claudius (1757–1815)
- Heinrich Clauren, de fapt Karl Gottlieb Samuel Heun (1771–1854)
- Andy Claus (n. 1960)
- Ernst Clausen (1861–1912)
- Franz Jakob Clemens (1815–1862)
- Knut Jungbohn Clement (1803–1873)
- Erwin Peter Close (1912–?)

## Co
- Martin Cohn (1829–1894)
- Egmont Colerus (1888–1939)
- Heinrich Joseph von Collin (1772–1811)
- Matthäus Kasimir von Collin (1779–1824)
- Max Colpet, de fapt Max Kolpenitzky (1905–1998)
- Leo Colze (1870–1914)
- Julius Conard (1821–1901)
- Michael Georg Conrad (1846–1927)
- Hermann Conradi (1862–1890)
- Friedrich Franz von Conring (1873–1965)
- Hermann Consten (1878–1957)
- Karl Wilhelm Contessa (1777–1825)
- Karl Philipp Conz (1762–1827)
- Alexandra Cordes (1935–1986)
- Euricius Cordus (1484–1535)
- Jan Cornelius (n. 1950)
- Josef Cornelius (1849–1943)
- Curt Corrinth (1894–1960)
- Wilhelm August Corrodi (1826–1885)
- Felix Ernst Corsepius (1874–1933)
- Otto von Corvin (1812–1886)
- Gottlieb Siegmund Corvinus (1677–1747)
- Peter Coryllis (1909-1997)
- Karl Costa, de fapt Karl Kostia (1832–1907)
- Georg Oswald Cott (n. 1931)
- Günter Coufal (n. 1937)
- Hedwig Courths-Mahler (1867–1950)

## Cr
- Carola von Crailsheim (1895–1982)
- Heinz von Cramer (1924–2009)
- Johann Andreas Cramer (1723–1788)
- Karl Gottlob Cramer (1758–1817)
- Carl Credé(-Hoerder) (1878–1954)
- Theodor Creizenach (1818–1877)
- Eugen Croissant (1862–1918)
- Anna Croissant-Rust (1860–1943)
- Johann Friedrich von Cronegk (1731–1758)
- Else Croner (1878–1940)
- Wolf-Ulrich Cropp (n. 1941)
- Nicolas de Crosta (1900–1972)

## Cs
- Sabine Csampai (n. 1952)
- László Csiba (n. 1949)
- Franz Theodor Csokor (1885–1969)

## Cu
- Hellmut von Cube (1907–1979)
- Helmut Culmann (1898–1949)
- Reinmar Cunis (1933–1989)
- Luise Cuno (1835–1887)
- Adam Josef Cüppers (1850–1936)

## Cy
- Eberhard Cyran (1914–1998)

## Cz
- Heinz Czechowski (n. 1935)
- Daniel Czepko (1605–1660)
- Franz Josef Czernin (n. 1952)
- Alfons von Czibulka (1888–1969)
- Wolfgang Cziesla (n. 1955)
- Géza von Cziffra (1900–1989)
- Elfriede Czurda (n. 1946)